# Seebenau
Seebenau este o comună din landul Saxonia-Anhalt, Germania.